# Matti Ritola
Matti Adolf Ritola (ur. 1 stycznia 1902 w Haapavesi, zm. 4 maja 1967 w Toijala) – fiński biegacz narciarski, uczestnik Zimowych Igrzysk Olimpijskich 1924.
W biegu olimpijskim na 18 kilometrów w Chamonix zajął jedenastą pozycję ze stratą 10 minut i 41,6 sekund do zwycięzcy – Thorleifa Hauga.

## Osiągnięcia

### Igrzyska olimpijskie
| Igrzyska       | Data          | Konkurencja                      | Czas      | Miejsce | Strata  | Zwycięzca     | Źródło |
| -------------- | ------------- | -------------------------------- | --------- | ------- | ------- | ------------- | ------ |
| 1924, Chamonix | 2 lutego 1924 | bieg na 18 km techniką klasyczną | 1:25:13,0 | 11.     | 10:41,6 | Thorleif Haug | [ 2 ]  |